# フルーツブーケ

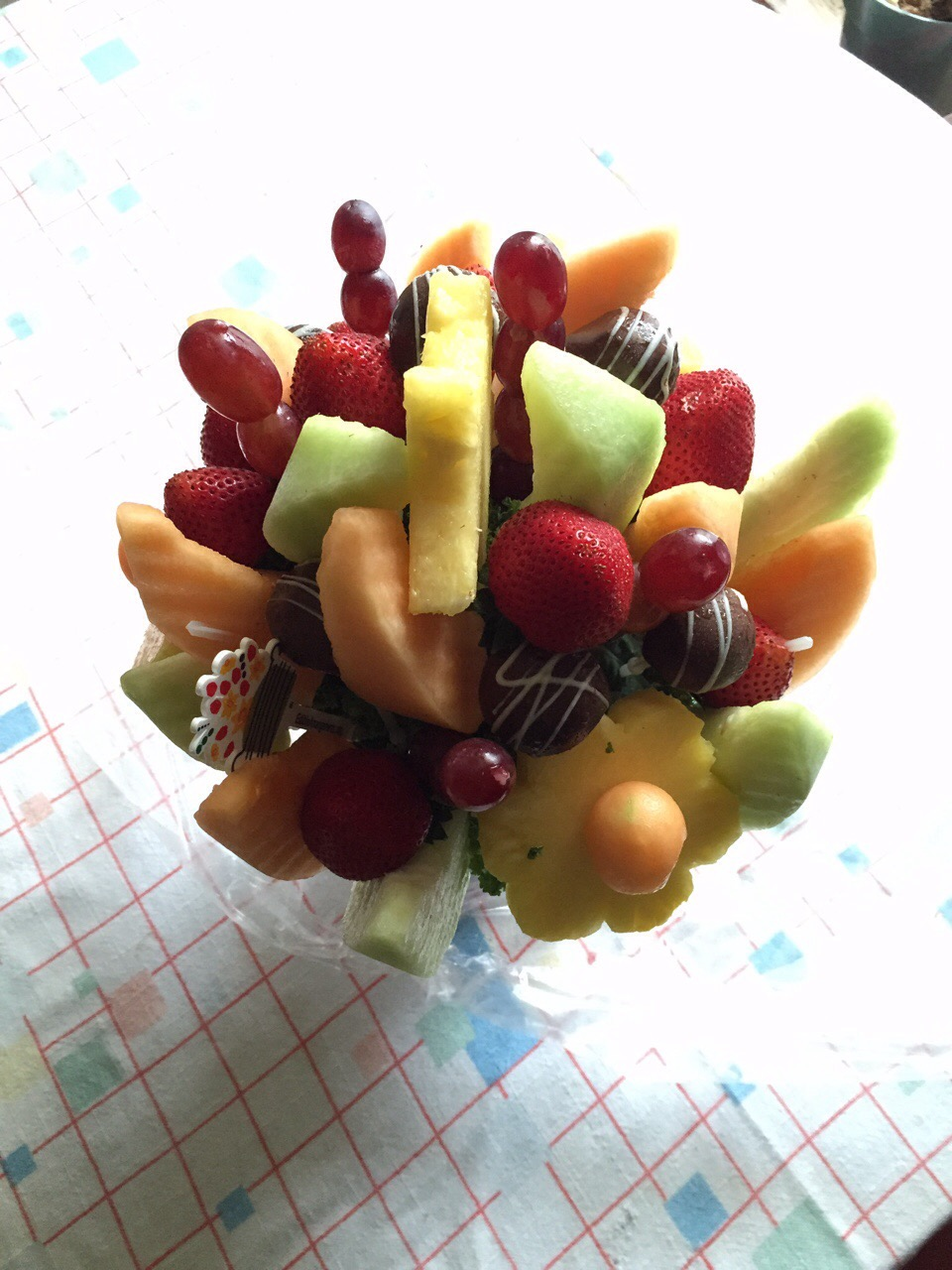
フルーツブーケ

フルーツブーケ（英：fruit bouquets, fruit arrangements）は、カットした果物を花束のように見立てて飾り付けたアレンジメント。

## 概要
アメリカ発祥のフルーツを使ったパーティーギフト。一口大にカットされた果物をスティックに刺して容器にアレンジしているため、一本一本抜いて食べることができるのが特徴である。取り分けが簡単なため「汚れない」「片付けが簡単」といった点からパーティーなどでの利用に適している。主にホームパーティーやお見舞い、イベントのケータリングなどで利用されている。
また、フルーツ以外にも野菜を使用したベジブーケやブーケサラダ、お菓子を使ったキャンディブーケなども存在する。

## 歴史
フルーツブーケの発祥は1990年代アメリカ。花屋を営むタリック・ファリドが健康的で美味しいフルーツを使ってブーケを作り始めたことがきっかけで誕生した。ファリドは1999年にEdible Arrangement社のベンチャービジネスとしてフルーツブーケ販売を開始する。フランチャイズ展開で事業を拡大し、フルーツブーケをアメリカのパーティーギフトの定番として定着させた。その後、カナダ、アラブ首長国連邦、サウジアラビア、クウェート、カタール、イタリア、トルコ、香港、オマーン、インド、中国、バーレーンなど、次々と海外にフルーツブーケを広め、全世界で1200店舗以上のフルーツブーケ専門店が展開されている。
日本でフルーツブーケが広まり始めたのは2016年頃である。2015年3月、IT企業を経営する菅原信治氏が海外でフルーツブーケを目にし、日本に広めようとその一ヶ月後にプレジール株式会社を設立。翌年3月には日本初のフルーツブーケ専門店として、フルーツブーケのWEB販売を開始した。その後フルーツブーケは、著名人のお祝いやイベントなどのサプライズプレゼントとして活用されていることがSNSや雑誌などで話題となる。2016年10月にはgooランキングの「パーティーで盛り上がるもの」ランキングでも1位に選ばれた。現在ではフルーツブーケは専門店や青果店、レストランやカフェなどで販売されている。

## 作り方
1. オアシス[7]やスポンジ、レタスなどを容器に入れ、スティックを刺すための土台を作る。
2. パセリやレタス、ハーブなどを葉に見たてて飾り付ける。
3. クッキー型や果物ナイフを使い、フルーツを好みの形にカットする。
4. カット後、フルーツをスティックに刺す。
5. スティックを土台に刺し、アレンジメントする。

果物の他にマシュマロやチョコレート等のお菓子が使われることもある。